# Star 69
Star 69 è un brano musicale del gruppo musicale statunitense R.E.M., proveniente dal nono album in studio Monster (1994).

## Descrizione
Star 69 dei R.E.M. è una canzone dal sound grintoso, caratteristica dell’album Monster, che mescola rock alternativo e temi più cupi. Il brano è costruito su una base sonora potente e un ritmo incalzante, con chitarre distorte e una voce di Michael Stipe che alterna tono accusatorio e riflessivo.
Il titolo fa riferimento al codice telefonico per risalire all’ultimo numero chiamato, un simbolo di sorveglianza e consapevolezza. Il testo sembra trattare la tematica della responsabilità e del tradimento, con una figura che si sente sotto accusa per un’azione passata, forse un tradimento o una scelta discutibile. Il narratore appare frustrato e arrabbiato per la situazione, suggerendo una riflessione sulla fiducia e sulle conseguenze delle proprie azioni.
Nel contesto dell’album Monster, che esplora il lato più oscuro e complicato della fama e delle relazioni, Star 69 si inserisce come una critica pungente alla cultura della sorveglianza e al desiderio di controllo, ma anche come una riflessione sulla natura della comunicazione e dell’interconnessione nell’era moderna.

## Classifiche
| Classifica (1995)             | Posizione massima |
| ----------------------------- | ----------------- |
| Canada                        | 73                |
| Stati Uniti (alternative)     | 8                 |
| Stati Uniti (mainstream rock) | 15                |